# Petrobras XXXIV
Die Petrobras XXXIV war eine Floating Production Storage and Offloading Unit (FPSO), die 1997 aus einem Tankschiff umgebaut wurde. Die FPSO wurde ab Juli 1997 im Barracuda- und Caratinga-Ölfeld eingesetzt.
Das Schiff wurde ursprünglich 1958 als Presidente Juscelino auf der Werft Verolme United Dockyards in Rotterdam für Petrobras gebaut. Es war damit Teil des FRONAPE-Programms (Frota Nacional de Petroleiros) von Brasilien, d. h. dem Aufbau einer nationalen Tankerflotte und bei Inbetriebnahme das größte Schiff der Flotte. Das Schiff hatte eine Länge von knapp 202 Metern. 1968 wurde das Schiff in Presidente Prudente de Moraes umbenannt, benannt nach Prudente de Morais, dem dritten Präsidenten Brasiliens.  1996 übernahm Braspetro Oil Services Co. das Schiff, benannte es in Petrobras XXXIV um und ließ es bis 1997 zur Floating Production Storage and Offloading Unit umbauen. Es wurde ab Juli 1997 im Barracuda- und Caratinga-Ölfeld eingesetzt.
Am 16. Februar 2018 wurde das Schiff in Alang zum Abbruch gestrandet.